# Bánovina

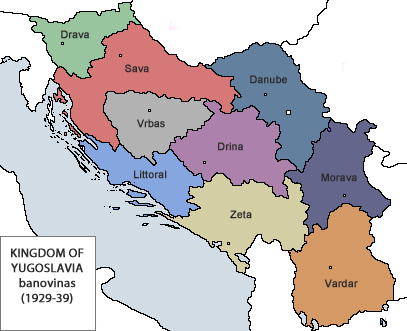
Členění Jugoslávie na bánoviny

Bánovina byla územní jednotka v královské Jugoslávii v letech 1929 až 1941. Jednalo se o nejvyšší správní jednotky státu – království se dělilo celkem do devíti bánovin. Ty nesly většinou ahistorické názvy podle významných řek a neodpovídaly národnostnímu rozložení obyvatelstva, což byl také jejich záměr. Představitelem každé bánoviny byl bán.
Rozdělení státu na bánoviny následovalo krátce po zrušení Vidovdanské ústavy a zákazu politických stran, tedy převratu, ke kterému došlo 6. ledna 1929. Nová politika dvora striktně prosazovala národní jednotu a odmítala jakékoliv dělení na základě náboženství či národností. Přesto tyto rozdíly nebylo možné potlačit. Srbové měli převahu v celkem pěti bánovinách, Chorvati ve dvou, Slovinci pak obývali nejsevernější Drávskou bánovinu. Národnostní menšiny, tedy Albánci, Němci, či Maďaři neměli převahu v žádné z bánovin.
Hranice bánovin byly v severozápadní části Jugoslávie stanoveny víceméně na historickém základě, na jihu a východě byly vytvořeny zcela nově. V roce 1931 byla schválena tzv. Oktrojovaná ústava, během které byly hranice těchto celků upraveny. Město Bělehrad získalo zcela nové a samostatné postavení v rámci státu.
Vzhledem k nespokojenosti mnohých (hlavně Chorvatů), došlo ke konci 30. let k úpravě tohoto dělení. Na základě dohody mezi tehdejší vládou a chorvatskou opozicí byly Přímořská, Sávská a okraje dalších bánovin sloučeny ve velkou Chorvatskou bánovinu. 
Dělení státu na bánoviny zaniklo spolu s královstvím. Jugoslávie se rozpadla na Srbsko a Chorvatsko, zbytek státu obsadily okupační mocnosti. Po osvobození roku 1945 byl stát rozdělen na 6 svazových republik, které reflektovaly jednotlivé národnosti ve svých názvech a částečně i svými hranicemi (na severozápadě se opět jednalo spíše o hranice historické). 

## Seznam bánovin
Jugoslávie se dělila do devíti bánovin. Hlavní město Bělehrad mělo samostatné postavení.
1. Drávská bánovina (Lublaň) – obývána vesměs Slovinci
2. Sávská bánovina (Záhřeb) – převážně chorvatská
3. Vrbaská bánovina (Banja Luka) – převážně srbská se silnou menšinou Bosňáků
4. Přímořská bánovina (Split) – převážně chorvatská
5. Drinská bánovina (Sarajevo) – převážně srbská se silnou menšinou Bosňáků
6. Zetská bánovina (Cetinje) – převážně srbská (včetně Černohorců) se silnou albánskou menšinou
7. Dunajská bánovina (Novi Sad) – převážně srbská se silnými menšinami Maďarů a Němců
8. Moravská bánovina (Niš) – převážně srbská s menšinami Rumunů a Bulharů
9. Vardarská bánovina (Skopje) – obývána Makedonci, Srby a Albánci